# Усадьба Брылкина
Уса́дьба Бры́лкина — комплекс исторических зданий в Пушкине. Построен в 1810-е годы. Выявленный объект культурного наследия. Расположен на Средней улице, дома 24 и 26/8, на углу с Оранжерейной улицей.

## История
Первый дом на участке был построен в 1746 году по проекту С. И. Чевакинского. Новый дом на углу улиц (нынешний дом 26/8) с кирпичным первым этажом и деревянным вторым этажом выстроен (возможно, перестроен) в 1810-е годы. Тогда же был возведён одноэтажный кирпичный флигель, нынешний дом 24. Вероятным архитектором домов называют В. П. Стасова. Известно, что в 1857 году дома принадлежали вдове купца М. И. Яшумовой. В 1877 году для нового хозяина, надворного советника И. А. Брылкина, по проекту архитектора Н. С. Никитина флигель был надстроен вторым этажом (позднее, над частью здания, — и третьим), а главный дом расширен. В начале XX века дом принадлежал Н. А. Тиран,  в нём было учреждено Царскосельское общественное собрание. После Великой Отечественной войны бывший главный дом был перестроен: деревянный второй этаж снесли и надстроили каменным.

## Архитектура
Главный дом построен в стиле классицизма. Наиболее характерен закруглённый угол с тройным окном, которое после перестройки в камне было воспроизведено и дополнено балконом. Флигель после перестройки приобрёл оформление в духе эклектики. Он имел сложную кровлю с шатром-башенкой и декоративными вазами по углам, не сохранившуюся до наших дней.